# The Real Lisztomania
The Real Lisztomania is een muziekalbum van Rick Wakeman uit 2002, maar behoort eigenlijk thuis in 1975.
Na de successen van eerdere albums kreeg Wakeman het verzoek de filmmuziek te schrijven voor de film Lisztomania van regisseur Ken Russell. Wakeman, die in de film een kleine rolletje heeft als Thor, ging aan de slag en kwam met de muziek bij zijn platenlabel A & M Records in Londen. Afkeurende blikken waren zijn deel, Wakeman zwaar teleurgesteld. Tot Wakemans verbazing bracht A & M delen van die muziek uit, zonder hem daarvan in kennis te stellen. Om de verkoop te stimuleren werd wel de naam Wakeman vermeld.
Wakeman nam echter zijn banden weer mee terug naar huis, stalde ze en dacht er verder niet over na. De man scheidde drie keer en dacht dat de banden verloren waren, totdat hij naar eigen zeggen de banden terugvond in een doos met voetbalbroekjes! In 2002 verscheen via Voiceprint Records het volledige Rick Wakeman album, nog steeds geen artistieke hoogvlieger, maar het album klinkt (omdat het completer is) meer samenhangend dan het officiële album.
The Real Lisztomania verscheen in de box Treasure Chest en apart.

## Musici
Niemand wordt met name genoemd. Alleen de drie zangers en Rick Wakeman.

## Tracklist
Allen van Wakeman met hier en daar wat citaten uit de muziek van Franz Liszt en Richard Wagner.

| Nr. | Titel                                                   | Duur |
| --- | ------------------------------------------------------- | ---- |
| 1.  | The scene (zang: Paul Nicholas)                         | 0:34 |
| 2.  | The metronome (instrumentaal)                           | 0:58 |
| 3.  | The country sword dance (instrumentaal)                 | 4:05 |
| 4.  | Free song (instrumentaal)                               | 3:31 |
| 5.  | The Freudian dream (zang: Paul Nicholas)                | 0:41 |
| 6.  | Dante period (instrumentaal)                            | 2:31 |
| 7.  | Orpheus song (zang: Roger Daltrey)                      | 4:04 |
| 8.  | For the chop (instrumentaal)                            | 2:35 |
| 9.  | Hell (zang: Linda Lewis)                                | 1:57 |
| 10. | Wagner’s dream (zang: Paul Nicholas)                    | 0:29 |
| 11. | The dream of hell (instrumentaal)                       | 1:12 |
| 12. | The inferno ride (instrumentaal)                        | 0:51 |
| 13. | Master race (instrumentaal)                             | 0:48 |
| 14. | The ride of Thor (instrumentaal)                        | 3:17 |
| 15. | Excelsior song (zang: Paul Nicholas)                    | 2:37 |
| 16. | The guardian virgins (zang: Paul Nicholas)              | 0:19 |
| 17. | Rape, pillage and clap (instrumentaal)                  | 3:24 |
| 18. | Love's dream (zang: Roger Daltrey)                      | 3:47 |
| 19. | The suffering (zang: paul Nicholas)                     | 0:14 |
| 20. | Peace at last (zang: Roger Daltrey)                     | 3:52 |
| 21. | Love’s dream (zang; Roger Daltrey; alternatieve opname) | 4:26 |

Cd 1 = The Real Lisztomania ·
Cd 2 = The Oscar Concert ·
Cd 3 = The Missing Half ·
Cd 4 = Almost Classical ·
Cd 5 = The Mixture ·
Cd 6 = Medium Rare ·
Cd 7 = Journey to the Centre of the Earth plus ·
Cd 8 = Stories